# Argentinas Grand Prix 1998
Argentinas Grand Prix 1998 var det tredje av 16 lopp ingående i formel 1-VM 1998.

## Rapport
Tävlingen vanns av Michael Schumacher i Ferrari efter ett dramatiskt lopp där han och David Coulthard i McLaren krockade i inledningen. Schumachers seger var mycket oväntad efter Ferraris svaga start på säsongen.
Detta var det sista F1-loppet som kördes i Argentina. En präktig skandal inträffade under prisceremonin då nordirländaren Eddie Irvine, som kom trea, fick den irländska flaggan hissad. Detta var en av anledningarna till att Argentina inte fick arrangera något mer F1-lopp.

## Resultat
1. Michael Schumacher, Ferrari, 10 poäng
2. Mika Häkkinen, McLaren-Mercedes, 6
3. Eddie Irvine, Ferrari, 4
4. Alexander Wurz, Benetton-Playlife, 3
5. Jean Alesi, Sauber-Petronas, 2
6. David Coulthard, McLaren-Mercedes, 1
7. Giancarlo Fisichella, Benetton-Playlife
8. Damon Hill, Jordan-Mugen Honda
9. Heinz-Harald Frentzen, Williams-Mecachrome
10. Rubens Barrichello, Stewart-Ford
11. Jarno Trulli, Prost-Peugeot
12. Toranosuke Takagi, Tyrrell-Ford
13. Shinji Nakano, Minardi-Ford
14. Ricardo Rosset, Tyrrell-Ford
15. Olivier Panis, Prost-Peugeot (varv 65, motor)

### Förare som bröt loppet
- Esteban Tuero, Minardi-Ford (varv 63, snurrade av)
- Jacques Villeneuve, Williams-Mecachrome (52, kollision)
- Johnny Herbert, Sauber-Petronas (46, kollision)
- Ralf Schumacher, Jordan-Mugen Honda (22, upphängning)
- Mika Salo, Arrows (18, växellåda)
- Jan Magnussen, Stewart-Ford (17, transmission)
- Pedro Diniz, Arrows (13, växellåda)